# ОШ „Растко Немањић” Дежева
 ОШ „Растко Немањић” је основна школа која се налази у насељу Дежева у Новом Пазару, а основана је 1923. године.

## Опште информације
Свој рад школа је започела током школске 1923/1924. године, а до 1954. радила је као четворазредна, а школске 1954/55. године постала је осморазредна школа. Под именом „Основна школа у Дежеви” радила је од настанка до 1980. године са издвојеним одељењима у Корисићу и Тушимљи.
Од  школске 1959/1960. године радила је као матична осморазредна школа у Дежеви са седам издвојених одељења, а пред крај 1968. године са десет издвојених одељења. Назив школе се 1980. године променио у ОШ „Александар Стојановић Лесо”, а од 2016. године добија назив по Растку Немањићу, српском принцу, монаху, игуману манастира Студенице, књижевнику, дипломати и првом архиепископу аутокефалне Српске православне цркве.
Школа у Постењу (са издвојеним одељењима Грађановићи, Бања и Завод Бања) је 18. марта 1983. године припојена школи у Дежеви. Школа у Грађановићу престала је са радом 1983. године.
Школа је основана решењем бр. 1527/1 од 1962. године и уписана је у Краљеву под решењем бр. УС 333/73. од 14.02.1974. године регистрациони лист бр. 456. Школска мрежа је веома разграната и обухвата територију четири месне заједнице: Дежева, Шароње, Постење и Врановина. Школа има тренутно 8 одвојених одељења и то: Постење, Бања, Завод Бања, Ковачево, Кузмичево, Витош, Врановина и Шароње. У Дежеви, Постењу и Шароњама и Заводу Новопазарска Бања су потпуне основне школе. У Заводу Новопазарска Бања, васпитно-образовни рад обавља се са ученицима ометеним у телесном развоју.